# Hypogastrura prabhooi
Hypogastrura prabhooi är en urinsektsart som beskrevs av Bhattacharjee 1985. Hypogastrura prabhooi ingår i släktet Hypogastrura och familjen Hypogastruridae. Inga underarter finns listade i Catalogue of Life.